# Селєдцово (озеро)
Селєдцо́во (біл. Селядцова) — невелике озеро в Верхньодвінському районі Вітебської області Білорусі.
Озеро розташоване за 23 км на північний схід від міста Верхньодвінськ, посеред боліт та хвойного лісу.
Неподалік розташовані села Задежжя та Селєдцово.